# 칼리만탄

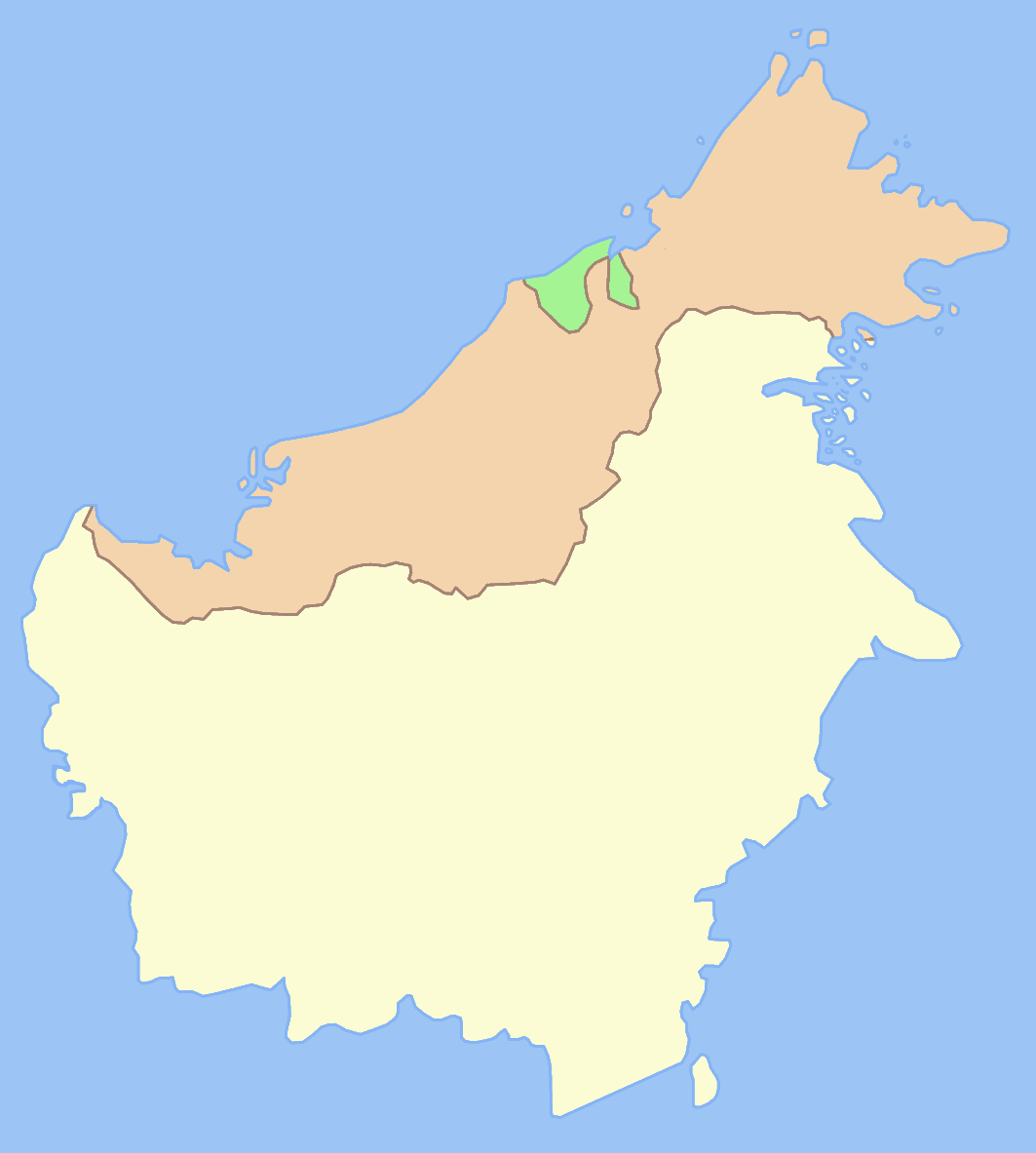
보르네오섬의 아래 옅은 노란색 부분이 인도네시아 영토이다.

칼리만탄(인도네시아어: Kalimantan 깔리만딴[*])은 인도네시아에 속한 보르네오섬의 남쪽 부분을 부르는 말이다. 다만 인도네시아에서는 보르네오섬 전체를 칼리만탄섬이라고 한다. 보르네오섬 면적의 73%, 인구의 70%가 인도네시아에 속한다.
다음 다섯 개의 행정 구역으로 나뉜다.
- 서칼리만탄주(Kalimantan Barat) - 칼리만탄 서부
- 남칼리만탄주(Kalimantan Selatan) - 칼리만탄 남부
- 북칼리만탄주(Kalimantan Utara) - 칼리만탄 북부
- 중앙칼리만탄주(Kalimantan Tengah) - 칼리만탄 중부
- 동칼리만탄주(Kalimantan Timur) - 칼리만탄 동부

## 인구
| 연도                       | 인구       | ±%     |
| -------------------------- | ---------- | ------ |
| 1971                       | 5,154,774  | —      |
| 1980                       | 6,723,086  | +30.4% |
| 1990                       | 9,099,874  | +35.4% |
| 1995                       | 10,470,843 | +15.1% |
| 2000                       | 11,331,558 | +8.2%  |
| 2005                       | 12,541,554 | +10.7% |
| 2010                       | 14,297,069 | +14.0% |
| 2015                       | 15,320,017 | +7.2%  |
| 출처: Statistics Indonesia |            |        |